# Pseudalleucosma
Pseudalleucosma is een geslacht van kevers uit de familie bladsprietkevers (Scarabaeidae). Het geslacht werd voor het eerst wetenschappelijk beschreven in 1989 door Antoine.

## Soorten
- Pseudalleucosma albonotata Antoine, 1989
- Pseudalleucosma equatorialis Antoine, 1989
- Pseudalleucosma machatschkei (Ruter, 1960)
- Pseudalleucosma ruteri Antoine, 1998